# Jon Dahl Tomasson
Jon Dahl Tomasson, född 29 augusti 1976 i Köpenhamn, är en dansk fotbollstränare och tidigare fotbollsspelare (anfallare). Han är från 1 mars 2024 förbundskapten för Sveriges herrlandslag. Han har tidigare varit assisterande tränare för Danmarks herrlandslag.

## Klubbkarriär som spelare
Redan som 18-åring blev Dahl Tomasson proffs i den nederländska klubben SC Heerenveen där han gjorde succé. Efter tre år i klubben flyttade han till England och Newcastle United men i England gick det inte lika bra, och efter ett år i klubben återvände han till Nederländerna, denna gång till Feyenoord, där han vann både ligan och Uefacupen. I Uefacupfinalen den 8 maj 2002 gjorde han det avgörande målet. 
Efter några framgångsrika år i Nederländerna flyttade Dahl Tomasson till Italien och storlaget AC Milan. Första året hade han svårt att ta en plats i Milan som redan hade många anfallare. Hans andra säsong i klubben gick bättre efter att Filippo Inzaghi blivit skadad. I sin tredje och sista säsong i klubben var han med om att ta AC Milan till final i Uefa Champions League genom att bland annat göra mål i semifinalen mot PSV Eindhoven. I finalen mot Liverpool den 24 maj 2005 blev det förlängning och slutligen straffsparkar. En av dessa slogs i mål av Dahl Tomasson, men trots det förlorade Milan straffsparksläggningen och därmed finalen. Säsongen därefter spelade han i VfB Stuttgart och sedan i Villarreal innan han år 2008 återvände till Nederländerna och Feyenoord där han avslutade sin aktiva spelarkarriär år 2011.

## Landslagskarriär
Dahl Tomasson debuterade i danska landslaget mot Kroatien 1997 och gjorde under sina 13 år i landslaget (1997–2010) 52 mål, vilket är tangerat mest i danska landslaget genom tiderna.

## Tränarkarriär
Jon Dahl Tomasson hade efter sin aktiva karriär olika tränaruppdrag i Nederländerna innan han 2016 presenterades som assistent för danska landslaget under nytillträdde förbundskaptenen Åge Hareide.
Den 5 januari 2020 meddelades att Jon Dahl Tomasson skulle lämna landslagsuppdraget och ta över som huvudtränare för Malmö FF. Den 8 november samma år säkrades föreningens 21:a SM-titel i Allsvenskan. Den fjärde december 2021 säkrade Malmö FF, fortfarande under ledning av Dahl Tomasson, sitt andra raka SM-guld. Under samma säsong lyckades Malmö FF dessutom kvalificera sig för gruppspel i Uefa Champions League.
Den 14 juni 2022 anställdes Dahl Tomasson som ny huvudtränare i Blackburn Rovers. Han lämnade denna befattning i februari 2024.
Den 26 februari 2024 meddelade Svenska Fotbollförbundet att Dahl Tomasson hade utsetts till ny förbundskapten för Sveriges landslag.

## Meriter
Feyenoord
- Eredivisie: 1998/99
- Nederländska supercupen: 1998/99
- Uefacupen: 2001/02

AC Milan
- Coppa Italia: 2002/03
- Uefa Champions League: 2002/03
- Serie A: 2003/04
- Supercoppa italiana: 2004

VfB Stuttgart
- Bundesliga: 2006/07

Individuellt
- Årets fotbollsspelare i Danmark: 2002, 2004